# Barrhorn
Il Barrhorn (3.610 m s.l.m.) è una montagna delle Alpi del Weisshorn e del Cervino nelle Alpi Pennine. Si trova nel Canton Vallese, al confine tra il Distretto di Visp ed il Distretto di Leuk.

## Descrizione
La montagna è collocata tra la Turtmanntal e la Mattertal. Possiede una anticima a quota 3583 m.